# Agus Salim
Agus Salim (Koto Gadang (West-Sumatra), 8 oktober 1884 - Jakarta, 4 november 1954) was een Indonesische journalist en politicus. Hij schreef over religie, mensenrechten en politiek voor onder andere het Bataviaasch Nieuwsblad en was redacteur van de krant Harian Neratja gelieerd aan de islamitische nationalistische vereniging Sarekat Islam.
Tegen het einde van de Japanse bezetting van Nederlands-Indië was Agus Salim lid van het Onderzoekscomité ter voorbereiding op de Indonesische onafhankelijkheid (BPUPK). Tijdens de Indonesische Onafhankelijkheidsoorlog was Agus Salim minister van buitenlandse zaken van Indonesië in de kabinetten Amir Sjarifoeddin I en II en Hatta I en II.
In 1961 werd hij geëerd met de titel Nationale held van Indonesië.